# Estação Memória

A Estação Memória é um projeto de pesquisa e extensão da Universidade de São Paulo desenvolvido pelo ColaborI – CBD/ECA/USP que, coordenado pela Professora Doutora Ivete Pieruccini, busca sistematizar conceitos e metodologias para fundamentar e constituir dispositivos informacionais. O projeto acontece no Departamento de Informação e Cultura da Escola de Comunicações e Artes (CBD-ECA) semanalmente às quartas-feiras. Os encontros com idosos são uma forma de trabalhar o avivamento de suas memórias a partir de rodas de conversa, produções culturais e encontros intergeracionais.
“Muitos idosos dizem não ter memórias. Isso acontece porque muitos deles não têm para quem contar. Quando possibilitamos a construção de uma comunidade de interlocutores, de fala e de escuta, o lembrar e o contar passam a fazer sentido” - Ivete Pieruccini

## História
Inicialmente o projeto tinha outra nomenclatura e configuração. Cunhado de “Memórias do Baixo Pinheiro, Memórias de Vida, Memórias da Cidade”, o projeto foi criado pelo Professor Doutor Edmir Perrotti, com patrocínio do Conselho Nacional de Desenvolvimento Científico e Tecnológico (CNPq), em 1989, a partir da indagação de uma moradora nas margens do Rio Pinheiros a qual dizia ao professor que havia assistido a um programa na televisão sobre a Avenida Paulista e se perguntou 

“[...] por que a Avenida Paulista aparece tanto e a gente, que viveu a vida inteira aqui em baixo, trabalhou à beça pra essa cidade ser construída, a gente não aparece em lugar nenhum?”  
A época era de mudança no eixo da Paulista, com criação da nova Faria Lima e consequente mudança do bairro Pinheiros e a partir da pergunta, começaram ações a fim de verificar se era do interesse social a repercussão da história dos moradores que estavam sendo deslocados. Efetuou-se coleta de depoimentos dos antigos moradores do bairro de Pinheiros-SP. Por meio das transcrições dos depoimentos, foram elaboradas histórias ficcionais em artigos para publicação na coluna de jornal local que foram apresentados na Escola Alfredo Bresser, viabilizando um contato entre os idosos e as crianças, adolescentes, adultos. A resposta a tal processo foi positiva, demonstrando sua importância social e cultural.
A segunda fase do projeto foi chamada de Arquivo Cultural, consistindo na coleta dos depoimentos e disposição deles em catálogos. A motivação para essa fase foi à impossibilidade de continuar as atividades na escola, uma vez que isto demandaria dependência a estrutura escolar e não viabilizaria uma autonomia do projeto. No entanto, esta mudança não pode ser mantida devido a falta de um local próprio.
A terceira fase do projeto, em 1997, trouxe a possibilidade de um espaço próprio na Biblioteca Álvaro Guerra e abertura pública, bem como o nome pela qual hoje é conhecido, Estação Memória, e sua atual coordenação, da Professora Doutora Ivete Pieruccini, que trabalhava na biblioteca. No lugar próprio, houve a possibilidade de reforma, que viabilizou a mistura de elementos contidos nas histórias dos idosos (como piso de tábua) com elementos da contemporaneidade. A arquitetura do lugar e o próprio nome do projeto (‘estação’) buscavam representar a perspectiva de lugar de chegada e partida, de um local de transformação, processamento, no caso do projeto, de processamento da memória. Em 2008, devido a novas reformas na Biblioteca, o projeto ficou novamente sem espaço para as atividades que desenvolvia.
A Estação Memória, desde a saída da Biblioteca Pública Municipal Álvaro Guerra em 2008, tem estabelecido suas atividades as quartas-feiras em uma sala de aula na ECA, realizando suas ações no Colaboratório de Infoeducação – ColaborI, contando com uma turma de 25 idosos, sendo que anualmente abrem cerca de 5 vagas pelo programa Universidade Aberta à Terceira Idade (USP 60+).
Durante a pandemia do Coronavírus (COVID-19) em 2020, pela necessidade de isolamento social, as atividades do projeto tiveram de ser repensadas, uma vez que seus participantes faziam parte do grupo de risco. Assim, devido à gravidade do contexto pandêmico, os encontros semanais às quartas-feiras foram adaptados, ocorrendo através de vídeo-chamadas. Muito dos participantes, não estavam familiarizados com a tecnologia do software utilizado, relatando dificuldades de adaptação, mas aos poucos, com auxílio dos bolsistas, conseguiram continuar os encontros.

## Objetivos da Estação
Desde seu início, o projeto se deparara com um problema comunicacional gerado pelas novas ocupações no espaço público urbano de São Paulo, que envolvia a circulação e apropriação da memória cultural local em meio a uma invisível segregação dos que podem retratar suas histórias e daqueles que não o podem.
Ao partir da concepção de que os cenários públicos, como ruas e praças, dos grandes centros urbanos estão sendo cada vez mais usados apenas como locais de passagem, se nota que a possibilidade de trocas simbólicas pelo contato, outrora diário, entre diversidades de memórias e diálogos são cada vez menos visualizados, levando ao patrimônio identitário dos habitantes mais antigos uma perda de espaço diante dos crescentes fluxos informacionais.
Partindo dessas questões, os pesquisadores buscaram realizar estudos que referenciassem e sistematizassem processos de mediação e apropriação social, executados através da coleta, tratamento e apropriação da memória cultural dos idosos num ambiente de aprendizagens, relacionando a experiência acumulada pelas antigas gerações na amplitude social de outros segmentos etários e socioculturais contemporâneos.

## Os métodos da Estação
Arquivos, biblioteca, museus, são originalmente espaços para conservação e disseminação da memória cultural registrada. A Estação Memória, ao contrário desses espaços, tornou seu foco de interesse voltado à experiência do cidadão comum. Assim, utilizando relatos relacionados à infância e juventude de seus participantes, gera processos, produtos e práticas socioculturais diferenciados para inseri-los em contextos vivos. Dedica-se ao aprendizado indispensável das novas gerações, por meio do contato e diálogo para com as memórias dos mais velhos, carregados de experiências.
A teorização acerca da experiência foi respaldada nos conceitos de Walter Benjamin (1993) sobre Erlebnis (vivência) e Erfahrung (experiência), diretamente conectados com o problema comunicacional refletido no projeto, uma vez que tratava-se de refletir sobre a experiência subjetiva dos cidadãos em meio ao desenvolvimento tecnológico. Do termo Erlebnis têm-se “experiência vivida, característica do indivíduo solitário” no mundo capitalista moderno, e expressa-se através de “formas ‘sintéticas’ (...) de narratividade”, enquanto o segundo termo, Erfahrung, diz-se as experiências e atividades narrativas espontâneas que são “oriundas de uma organização social comunitária centrada no artesanato”. Ao que Benjamim salienta, no mundo moderno, que acolhe a produção em larga escala, há uma alteração entre essas formas de experienciação, apontando para o fato de ser preciso recuperar a instância do Erfahrung a fim de “garantir uma memória e uma palavra comuns” frente “a desagregação e o esfacelamento do social”, buscando, pois vincular a linguagem e a expressão narrativas aos processos de construção social.
O elo encontrado para viabilizar a experimentação do Erfahrung no projeto, advém da noção de conselho, o qual permite que as narrativas dos mais velhos sejam repassados aos jovens não como verdades absolutas, mas como contemplações de acontecimentos já vividos. Religando as experiências às informações, há o amparo das oportunidades dos indivíduos ressignificarem a memória social e se apropriar dela para que possam significarem as informações. O processo do projeto, que trabalha de forma prática essa referência de experiência, tem caráter coletivo e construtivo, e suas dinâmicas se empenham em relacionar memória, imaginação e as lembranças, pelas produções dos participantes.

## Elementos constitutivos da Estação

### Protagonistas do projeto
- Idosos: acima de 60 anos. De localidades geográficas e contextos diferentes, tem contato com o programa por divulgação da Universidade Aberta à Terceira Idade ou de outros veículos de informação. O grupo constitui-se por uma média de 25 participantes,[5] sendo que a frequência dos participantes é estável, variando apenas por motivos de força maior[4]
- Adolescentes e Jovens: com idades entre 10 e 17 anos, integrantes de instituições educacionais, como escolas; associações; organismos socioeducativos diversificados, que mantém parceria com o projeto, sendo que a variação vai de acordo com as instituições.[5]

As articulações entre os grupos são feitos previamente entre educadores das instituições e coordenadores da Estação, que preparam e discutem com os participantes um programa para proceder com as atividades específicas de ambos os grupos.

### Dinâmicas nas Oficinas de memória geracionais
As narrativas são elaboras nas Oficinas de Memória semanais, com os idosos. Os encontros possuem uma duração média de 3 horas.
Os relatos são inicialmente orais, advindos de demandas internas do grupo do grupo, de questões relevantes no mundo, ou ainda sugestões dos grupos de jovens, que estabelecem um projeto em específico.
As questões se traduzem em temas diversos, inseridos nas vivências pessoais dos idosos que se dispõe a relatar alguma situação individual. Para agregar mais elementos significativos às memórias, são usados filmes, fotos, vídeos, livros, ou ainda outros materiais culturais como objetos pessoais dos participantes, adicionando mais informações referenciais às narrativas.
Dos relatos, os autores, sozinhos ou com auxílio de outros integrantes, registram textualmente as memórias significativas. Dessa construção textual, os idosos selecionam o que querem e como querem narrar suas experiências aos mais jovens, o que viabiliza uma construção significativa e simbólica sobre suas memórias reavivando conexões entre o passado e as lições que este pode refletir e empregar ao futuro do grupo de jovens/adolescentes.
Do texto manuscrito, há revisão ortográfica e sintática, sendo então digitado, ganhando elementos ilustrativos relacionados à temática.
Finalizados, os relatos são reunidos em Álbuns temáticos que permitem um panorama entre as perspectivas que se confirmam ou apresentam conflitos (naturais ao contexto de construção simbólica pelo diálogo).

### Dinâmicas nas Oficinas de memória intergeracionais
Os encontros intergeracionais contam com o diálogo entre os idosos e os adolescentes, que apoiados nas lembranças contadas, permitem aos participantes um contato mais próximo com outras experiências animando uma oportunidade de relações entre os diferentes tempos, tanto o passado quanto o presente.
Os Álbuns que são gerados nos encontros geracionais são compartilhados com as escolas e instituições culturais que tem parceria com o projeto. São esses Álbuns que permitem uma relação entre as duas gerações, uma vez que nas escolas parceiras, os estudantes leem os relatos, estabelecendo uma familiarização com as histórias dos mais velhos. A preparação para o encontro intergeracional ocorre num período de até três meses.
Sua preparação dispõe de um vínculo simbólico para os indivíduos possam se conhecer, ou seja, através de uma abordagem escrita, como uma carta, os envolvidos podem iniciar um diálogo sobre um relato em comum.
A riqueza do encontro, mesmo que por vezes extrapole o tema combinado, está na oportunidade de uma imersão na história vivida, nas experiências dos idosos ou mesmo dos jovens, que acabam indo além de informações bibliográficas, alcançando a experienciação.

### Utilização da tecnologia
Para que o projeto alcançasse o protagonismo cultural visado desde os primórdios de sua idealização – o protagonismo que remete “à ação do sujeito no âmbito da produção simbólica, da criação de sentidos, de atribuição de significado ao mundo e a si próprio” –, era preciso arranjar um meio para publicar os relatos, as experiências, pois do contrário os idosos continuariam sem voz, condicionados a falta de espaços para a troca de histórias e vivências.
No início da década de 1990, houve a viabilidade de publicar no jornal do bairro os extratos dos depoimentos do projeto, essa ação só pode ser mantida por um determinado período. Mais tarde, o uso do computador auxiliou na criação de produtos informacionais, feitos com a participação dos idosos. No entanto, a circulação dessa produção precisava das mídias físicas (gravação de disquetes, CD, DVD, pendrives, outros), denotando uma limitação.
Apoiado ao uso da Internet, o projeto pôde dispor da criação de blogs e da produção de um site que junta algumas memórias da Estação e a produção atual feita pelos idosos. No site, ainda, é possível visualizar os diversos Álbuns publicados, bem como fotos, vídeos, postagens e outros materiais frutos das oficinas e encontros.
Essa interação com a Internet, propiciou aos idosos contato com a tecnologia, o que os ajuda na interação com outras possibilidades de comunicação.

## Importância da Estação Memória
O projeto, apoiado nas oficinas, viabiliza majoritariamente a possibilidade de reinserção de narrativas e discursos daqueles silenciados pelas lógicas de fluxo informacional que ignora a sabedoria dos indivíduos - contidas na subjetividade de "um tom, uma pausa, de silêncio, de não-dito" - em detrimento de suas objetividades que deixam escapar elementos constituintes de significação.
E os resultados obtidos com as oficinas da Estação Memória, empenharam nos participantes uma significação marcante. Suas ações desempenharam na possibilidade de:
- Desconfinamento das experiências dos sujeitos. Pelas produções os idosos e pelos encontros, foi possível encorajar relações de valorização das memórias e reafirmação do idoso, enquanto memória viva, além de novas significações aos mais jovens, pela troca de informações;
- Vinculação entre os idosos e entre eles e os mais jovens. Foi possível estabelecer entre os participantes um elo de conexão, para reconhecimento e diálogo acerca do reconhecimento do outro e de suas experiências;
- Projeção de diferentes universos envolvendo uma inerente ampliação cultural daqueles envolvidos nas oficinas da Estação.

“Essa é outra lógica. É a lógica da roda, do produzir juntos, da incorporação do erro como uma categoria do produto final” (...) “agora, onde é que, nos tempos contemporâneos, há a possibilidade dessa dinâmica, dessa interlocução?” -Ivete Pieruccini